# Liste der Kulturdenkmäler in Luxem
In der Liste der Kulturdenkmäler in Luxem sind alle Kulturdenkmäler der rheinland-pfälzischen Ortsgemeinde Luxem aufgeführt. Grundlage ist die Denkmalliste des Landes Rheinland-Pfalz (Stand: 27. Oktober 2023).

## Einzeldenkmäler
| Bezeichnung | Lage                               | Baujahr         | Beschreibung                                              | Bild                                    |
| ----------- | ---------------------------------- | --------------- | --------------------------------------------------------- | --------------------------------------- |
| Kreuz       | Hauptstraße, am Ortsausgang Lage   |                 | Kreuz                                                     | BW                                      |
| Hofanlage   | Schulstraße 4 Lage                 | 18. Jahrhundert | Streckhof; Fachwerkbau, teilweise massiv, 18. Jahrhundert | BW                                      |
| Bildstock   | südlich des Ortes an der L 97 Lage | 1680            | Bildstock, Nischentyp, bezeichnet 1680                    | BW                                      |
| Wegekreuz   | westlich des Ortes                 |                 | Wegekreuz, Fragment, im Boden versunken                   | Direkt Bild zu diesem Denkmal hochladen |